# 최충
최충(崔沖, 984년~1068년 10월 13일(음력 9월 15일))은 고려 문하시중 직책을 지낸 고려 전기의 문신(文臣)이자 유학자이다.

## 주요 이력
본관은 해주(海州)이며, 아전 최온(崔溫)의 아들이다. 자는 호연(浩然), 호는 성재(惺齋)·월포(月圃)·방회재(放晦齋)이다.
목종 때 과거에 급제하여 관직은 문하시중에 이르렀고 고려에 유학 열풍을 일으켰다.
1013년 황주량 등과 함께 칠대실록의 편수작업에 수찬관으로 참여하였다. 또한 문종 즉위 후 법령을 개정하여 고려 멸망시까지 고려의 국법의 기틀을 완성시켰다. 총 9개의 서재로 이뤄진 구재학당을 세움으로써 최초의 사립학교 설립자가 되었다. 시중으로 도병마사를 겸하게 되자 서북 주(州)·진(鎭)의 공역(工役)의 금지를 청하여 시행하게 하였으며, 동여진(東女眞) 등을 비롯한 야인들에 대한 대비책을 건의하였다. 은퇴 후에는 학당인 구재학당에서 유학자들을 양성했는데 이후 개경의 사학십이도의 모범이 되었다. 별칭은 해동공자(海東孔子)이다.
1050년 추충찬도공신(推忠贊道功臣), 1053년에는 추충찬도협모동덕치리공신(推忠贊道恊謀同德治理功臣), 1055년에는 추충찬도좌리동덕홍문의유보정강제공신(推忠贊道佐理同德弘文懿儒保定康濟功臣)에 특별 서훈되었다. 시호는 문헌(文憲)이다.

## 생애

### 생애 초기
아버지 최온(崔溫)은 해주(海州)의 주리(州吏, 아전)였으며, 사후에 아들 최충이 귀해지자 태자태보(太子太保)를 추증받았다.
최충은 984년 서해도 해주에서 출생하여 지난날 한때 경상도 금성을 거쳐 개경에서 잠시 유아기를 보낸 적이 있다. 호는 성재, 월포, 방회 등을 사용했고 자는 호연이다. 1005년(목종 8) 과거에 장원급제하였고, 우습유(右拾遺)에 올라 1013년(현종 4)에 거란의 침입으로 소실된 역대의 문적을 재편수하는 국사수찬관(國史修撰官)을 겸하였다.

### 관료 생활
현종 때 습유보궐·우습유·한림학사·간의대부 등을 지내고, 덕종 초에 우산기상시·동지 중추원사(同知中樞院事)·형부 상서·중추원사 등을 지냈다. 정종(靖宗) 때 상서좌복야·참지정사·판서북로 병마사·문하시랑평장사 등을 역임하였다. 이와 같이 조정의 주요 관직을 두루 거쳤고 1013년 국사수찬관으로 태조에서 목종까지의 실록 편찬에도 참여하였다. 두 차례에 걸쳐 변방에 병마사로도 나갔다.
식목도 감사로 재직할 당시 내사시랑 왕총지와 함께 왕에게 과거 급제 문제를 진언하였다. 최충의 전언 내용은 다음과 같다.
| “ | 과거에 급제한 이진석은 씨족을 등록하는 절차를 밟지 않았으니 관리로 임용될 수가 없다고 생각합니다. | ” |

하지만 최충의 진언은 당시 문하시랑으로 있던 김원충과 판어사 김정준에 의해 논박당한다. '그의 씨족 등록이 안된 것은 그의 조부나 부친의 과실이지 본인의 죄는 아니며 또한 그가 다년간 글공부에 노력한 공으로 과거에 급제하는 영예를 얻었으니 그 스스로에게는 어떤 허물도 없습니다. 그러니 관직을 주는 것이 마땅하다고 생각합니다.'라며 논박했던 것이다. 문종은 이 두 의견 중에서 후자를 택했다. 문종은 최충과는 달리 가끔 예외를 인정하고 인품과 실력을 중시하는 성격이었기 때문이다.
1013년 황주량 등과 함께 칠대실록의 편수작업에 수찬관으로 참여하였다. 그 후 한림학사, 예부시랑, 간의대부, 형부상서 등을 역임하고 문종 즉위 후에는 평장사(平章事)로 있다가 곧 문하시중에 임명되었다.
1033년(덕종 2) 우산기상시(右散騎常侍)를 거쳐 동지중추원사(同知中樞院事)가 되어 《설원 說苑》 육정육사(六正六邪)의 글과 한나라의 자사6조(刺史六條)의 글을 참고하여, 이 글들을 각 관청에 붙이게 하여 고사를 참고하여 좋은 정치를 하는 데 힘을 기울였다. 그 뒤 형부상서 중추원사(刑部尙書中樞院使)로 내직으로 돌아왔으며 정종초에는 지공거(知貢擧)에 임명되어 과거 시험을 주관하였다. 1037년(정종 3) 참지정사 수국사(參知政事 修國史)로 《현종실록》의 편찬에 참여하였으며, 또 상서좌복야 참지정사 판서북로병마사(尙書左僕射參知政事判西北路兵馬使)로 임명되어 변경에 나가 영원진(寧遠鎭)·평로진(平虜鎭) 등 변경에 진(鎭)을 구축하는 등 북방 방비에도 힘썼다. 다시 변경에서 돌아와 내사시랑평장사(內史侍郎平章事)에 올랐고, 수사도 수국사(守司徒 修國史)가 된 뒤 상주국(上柱國)의 훈위를 받고 곧 문하시랑평장사(門下侍郎平章事)가 되었다.

### 법률 개정
문종이 즉위하여 문하시중이 되자 율령서산(律令書算)을 정하는데 참여하였고 곧 수태보(守太保)가 더해졌다.
1047년 문종의 즉위 직후 평장사에서 문하시중으로 특진한 뒤 도병마사가 되었고, 대흉년을 만난 서북(西北) 지방 백성이 부역에 시달리는 것을 금지케 했으며, 동여진(東女眞)의 변경 침입에 대해 강경책을 쓰도록 주장하여 시행되었다. 문하시중에 임명된 그에게 가장 먼저 부여된 일은 형법을 제대로 세우는 일이었다. 문종은 즉위년 8월 경신일 아침 조회를 마치고 시중으로 있던 최제안과 평장사 최충을 불러 정치적 당면 과제를 질문하였다. 최충은 법제도의 확립이 정치의 관건이라고 역설했던 것으로 추정된다. 시중 최제안이 곧 죽고 최충이 후임 시중으로 오른 후 곧바로 법제 개편 작업에 돌입 한다. 1047년 왕은 최충과 율사들을 모아놓고 다음과 같은 명령을 내렸다.
| “ | 법률이란 형벌을 판단하는 규정이다 그것이 분명하면 형벌에 억울하고 지나친 것이 없을 것이요, 분명치 못하면 죄상에 대한 경중이 옳게 처리될 수 없을 것이다. 현행 법률에 어떤 것은 잘못된 것이 많으므로 내 이를 못내 가슴아프게 생각하는 바이다. 시중 최충으로 하여금 여러 법관들을 모아 상세한 교정을 하도록 하되 타당하게 할 것이며, 몇번이나 교정하였는지도 기록하여 철저하게 고증, 시정토록 하라. | ” |

시중 최충은 왕의 명령을 받고 율사들과 함께 형법 검토작업에 들어간다. 당시까지 허술하게 되어 있던 많은 법규들이 고쳐지고, 죄수에 대한 신문을 할 때 반드시 형관 3인이 함께 들어가도록 하는 삼원신수법이 마련되었다. 문종은 이외에도 많은 법제를 신설하고 개편하는데, 여기에는 최충의 조언이 많이 작용한다.

### 북방 경비와 여진족 석방 건의
1050년(문종 4)에 개부의동삼사 수태부(開府儀同三司守太傅)가 더해지고 추충찬도공신(推忠贊道功臣)의 호가 내려졌다. 시중에 올라 있던 최충은 한때 도병마사로 북방에 나가 있었던 적이 있는데, 이때 그는 문종에게 여진족 포로의 석방을 건의한다.
| “ | 동여진의 추장과 염한 등 86명은 자주 변방을 침범한 자들이데 지금 그들을 붙잡아 개경 관아에 가둬둔 지 이미 여러 날이 되었습니다. 하지만 오랑캐란 원래 사람의 외모에 짐승의 마음을 가진 자들인즉 형벌만으로는 버릇을 고칠 수가 없습니다. 또 그렇다고 해서 인의로도 교화하기도 어려울 것입니다. 그리고 그들을 억류한 지 이미 오래되었으니 제 집을 그리워하는 심정도 깊을 것이며, 이로 인해 반드시 원한을 품게 될 것입니다. 따라서 많은 비용을 들이며 굳이 그들을 잡아 둘 이유가 없다고 판단되니 그만 돌려보내는 것이 좋을 듯 합니다. | ” |

최충의 이같은 건의에 따라 동여진의 추장을 비롯한 86명은 석방되어 고향으로 돌아갈 수 있었다.

### 퇴관
1053년 나이가 많은 것을 이유로 사직을 청하자 이를 만류하는 조서가 내려 추충찬도협모동덕치리공신(推忠贊道恊謀同德治理功臣)가 내려졌다. 문종은 나이 일흔이 넘어 퇴직을 청하는 최충을 극구 만류하며 다음과 같은 조서를 내렸다.
| “ | 시중 최충은 누대로 내려오며 선비들의 영수이며 우리나라의 독망 높은 장로이다. 이제 비록 은퇴를 청원하나 내 어찌 그의 청을 허락하겠는가? 주관 부서에서는 마땅히 전래하는 예법에 의거하여 그에게 안석(安席, 앉을 때 기대는 방석)과 지팡이를 주고 국사를 돌보게 하라. | ” |

그러나 최충은 사양하고 사퇴하였다. 문종의 배려에도 최충은 연로하였고, 국법으로도 나이 일흔이면 당연 퇴임하도록 되어 있었으므로 결국 태사 겸 문하시중에 임명되면서 동시에 치사(致仕)가 허락되었다. 이에 문종은 다시금 조서를 내렸다.
| “ | 어진 신하를 얻는 것은 성스러운 일이다. 그러므로 요 임금은 8명의 인재를 중용했고, 선비를 얻는 나라는 융성했던 것이다. 또한 그 때문에 주나라 왕실에서는 네 명의 현인을 맞아들이지 않았던가. 그들에게 재상자리를 주고 그들의 충직한 계책을 채납하여 왕정을 빛나게 하였으며 그들로부터 현명한 보좌를 받아 임금의 지모를 발전시켰다. 그리하여 백성들을 바로 다스리고 평화롭게 만들었으며 영원무궁한 국운을 유지할 수 있었다. 만일 우리 나라에서 이런 현철한 옛 사람에게 견줄 자가 있느냐고 묻는다면 짐은 그런 사람을 얻었다고 대답할 것이다. | ” |

최충을 존경한 문종은 그가 퇴직한 이후에도 국가에 대사가 있으면 어김없이 사람을 보내 그에게 문의하도록 하였다. 이어 개부의동삼사 수태사 겸문하시중 상주국 치사(開府儀同三司守太師兼門下侍中上柱國致仕)라는 훈작이 내려졌다.

### 생애 후반
1053년(문종 7) 중서령(中書令)으로 퇴관한 후로는 후진을 양성하며 여생을 보냈다. 정치 일선에서 은퇴한 최충은 시중 시절부터 꾸준히 추진하고 있던 육영사업에 몰두했다. 총 9개의 서재로 이뤄진 구재학당을 세움으로써 최초의 사립학교 설립자가 되었다. 학도들이 운집해 오자 1055년 송악산 밑에 사숙(私塾)을 세우고 유학을 강의했으니 바로 구재학당으로 후일 문헌공도(文憲公徒)라 불린다. 구재학당에서는 우수한 제자를 많이 배출했으며, 이후 다른 유학자들이 이를 본받아 사학을 개설하고 문헌공도를 포함하여 12공도라 하였다.
사학십이도 중 역시 으뜸은 최충의 문헌공학도였다. 최충의 시호를 따서 사후에 붙여진 이 학도의 수는 그의 사후에도 수백여 명에 이르렀고, 이들 주도하에 개경뿐만 아니라 지방에까지 대대적인 유학 열풍이 불기 시작했다. 이러한 유학열풍을 일으킨 장본인인 최충의 행적이 흡사 고대 중국의 공자에 비견된다 하여 그에게는 해동공자(海東孔子)라는 별칭이 붙었다.
1055년 70세 이상의 고령인데도 특명으로 내사령(內史令)에 임명된 뒤 다시 추충찬도좌리동덕홍문의유보정강제공신(推忠贊道佐理同德弘文懿儒保定康濟功臣)에 서훈되었다. 강감찬, 황보유의, 왕가도 등과 교류하였으며, 그의 문하생으로는 김양감, 이주좌 등이 문인으로 배출되었다. 1068년 9월 15일에 개경에서 생을 마감하니 향년 85세였다.

### 사후(死後)
최충의 아들 최유선은 벼슬이 상서령(尙書令)에 이르렀다. 그는 뛰어난 학자로서 아버지 최충을 계승하여 유림의 영수로 지냈으며, 최사추, 최사제 등 그의 아들들 또한 문재가 뛰어나고 명망이 높았다. 최충은 많은 책들을 남기긴 하였으나 무신정권 시절에 거의 사라졌고, 몇 개의 시구와 금석문이 남아있을 뿐이다. 원주 거돈사(居頓寺)의 원공국사승묘지탑비문(圓空國師勝妙之塔碑文)과 직산 홍경사(弘慶寺)의 갈기(碣記) 등이 현재 전한다. 그 뒤 정종의 사당에 함께 모셨다가 그 후에 선종의 사당에 함께 배향(配享)했다. 해주의 문헌서원(文憲書院)에 제향되었다.

## 사상과 신념
비록 악한 적이라고 해도 힘으로만 누르는 것이 능사는 아니라는 그의 판단에서는 실리적인 면모를 발견할 수 있다. 또 인간을 형벌로만 다스리는 것은 차짓 원한을 사게 할 수 있으니 차라리 풀어주어 고마움을 느끼게 하는 편이 적을 만들지 않는 길이라는 생각 역시 현실적이었다. 그러나 사회체제에 대한 그의 시각은 매우 보수적이고 원리원칙에 충실하였다.

## 가족 관계
- 아버지 : 최온(崔溫)
  - 아들 : 최유선(崔惟善, ? ~ 1075년) : 문과 장원급제, 문하시중,  추충찬화강정수제공신(推忠贊化康靖綏濟功臣), 시호 : 문화공, 문종의 배향공신
  - 아들 : 최유길(崔惟吉)
  - 사위 : 김성수(金成洙)
    - 외손 : 김만제(金萬濟)

## 평가
문장과 글씨에 뛰어나 '동쪽 나라의 공자라는 뜻'의 해동공자(海東孔子)라는 일컬음을 받았으며 고려의 유학을 진흥시켰다.

## 작품
그의 작품이라고 하는 시조 2수가 《청구영언》 등에 전한다. 그 중 한 작품은 다음과 같다.
백일(白日)은 서산(西山)에 지고 황하(黃河)는 동해(東海)로 들고
고금(古今) 영웅은 북망(北邙)으로 든닷 말가
두워라 물유성쇠(物有盛衰)니 한(恨)할 줄이 잇시랴

## 기타
문종은 생각의 차이에도 불구하고 최충을 가장 신임했다. 그것은 자신이 혹 가질지도 모르는 편견을 객관적으로 잘 지적해줄 수 있는 신하가 최충이라고 생각했기 때문이다.

## 같이 보기
- 구재학당
- 십이공도
- 해주 최씨